# Matrimoni original

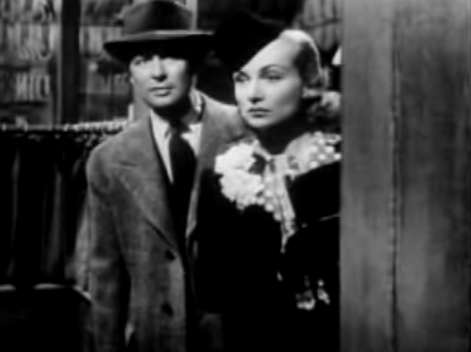
Robert Montgomery i Carole Lombard

 Matrimoni original  (Mr. & Mrs. Smith) és una pel·lícula estatunidenca dirigida per Alfred Hitchcock, estrenada el 1941. Es tracta de l'única verdadera comèdia dirigida per Sir Alfred Hitchcock i doblada al català

## Argument
El matrimoni de David Smith i d'Ann Krausheimer Smith és regit per una sèrie de regles fixes. Un dia apareix tanmateix una nova regla que podria comprometre realment els seus vots de matrimoni.

## Repartiment
- Carole Lombard: Ann Krausheimer Smith
- Robert Montgomery: David Smith
- Gene Raymond: Jefferson (Jeff) Custer
- Jack Carson: Chuck Benson
- Philip Merivale: Ashley Custer
- Lucile Watson: Sra. Custer
- William Tracy: Sammy
- Charles Halton: M. Harry Deever
- Esther Dale: Sra. Krausheimer
- Emma Dunn: Martha
- Betty Compson: Gertie
- Patricia Farr: Gloria
- William Edmunds: Propietari de Lucy
- Pamela Blake: Lily (Adele Pearce)

## Al voltant de la pel·lícula
- Cameo: Alfred Hitchcock es creua amb Robert Montgomery davant el seu immoble.
- Hitchcock signa aquí la seva única verdadera comèdia, ja que, si pel·lícules com Perseguit per la mort o To Catch a Thief miren de reüll la comèdia, són més aviat thrillers. Al llibre Hitchcock/Truffaut, Hitchcock diu que va acceptar rodar aquesta pel·lícula només per amistat amb Carole Lombard, en un gènere tanmateix lluny del seu.

## Premis
El Red Book Magazine ha declarat aquesta pel·lícula la comèdia més hilarant i explosiva de 1942.